# Mirosław Kalinowski (duchowny)
Mirosław Kalinowski (ur. 14 lipca 1962 w Szczytnie) – polski duchowny katolicki, teolog pastoralny, profesor nauk teologicznych, profesor Katolickiego Uniwersytetu Lubelskiego Jana Pawła II i jego rektor w kadencji 2020–2024 oraz 2024-2028.

## Życiorys
Absolwent Wyższego Seminarium Duchownego „Hosianum” w Olsztynie, święcenia kapłańskie przyjął 9 czerwca 1987 w Lublinie z rąk Jana Pawła II. Doktoryzował się w 1993 na Katolickim Uniwersytecie Lubelskim na podstawie dysertacji zatytułowanej: Duszpasterstwo pracowników służby zdrowia. Studium pastoralne, której promotorem był ksiądz profesor Władysław Piwowarski. Stopień naukowy doktora habilitowanego uzyskał w 2001 na KUL w oparciu o pracę pt. Duszpasterstwo hospicyjne. Studium pastoralne na podstawie badań wybranych ośrodków hospicyjnych w Polsce. Tytuł profesora nauk teologicznych otrzymał 23 lipca 2008.
Od 1993 zawodowo związany z KUL, na którym w 2010 otrzymał stanowisko profesora zwyczajnego (po zmianach prawnych – profesora). Na lubelskiej uczelni pełnił funkcje organizacyjne: był prorektorem do spraw nauki i współpracy z zagranicą (2004–2008), dziekanem Wydziału Teologii (2008–2016), dyrektorem Instytutu Nauk o Rodzinie (2002–2005 i 2018–2019) oraz kierownikiem Katedry Opieki Społecznej Paliatywnej i Hospicyjnej. W czerwcu 2020 został wybrany na rektora Katolickiego Uniwersytetu Lubelskiego Jana Pawła II na kadencję 2020–2024, pokonując w głosowaniu księdza profesora Krzysztofa Góździa. W maju 2024 uzyskał reelekcję na kadencję 2024-2028.
Oprócz pracy na KUL, był też wykładowcą innych ośrodków naukowych polskich i zagranicznych (słowackich i ukraińskiego), m.in. Seminarium Duchownego Księży Marianów w Lublinie (1993–1995 i 2004–2009), Wyższego Seminarium Duchownego w Elblągu (1997–1998) i Instytutu Pastoralnego we Lwowie (2000–2001).
Specjalizuje się w homiletyce, opiece paliatywnej, teologii pastoralnej i współczesnych formach przekazu wiary. W 2011 został wybrany na członka rzeczywistego Lubelskiego Towarzystwa Naukowego. W 2016 jako wolontariusz został prezesem Lubelskiego Towarzystwa Przyjaciół Chorych – Hospicjum Dobrego Samarytanina w Lublinie. Został również członkiem m.in. Rady Polityki Penitencjarnej przy ministrze sprawiedliwości.
W 2008, za wybitne zasługi w pracy naukowo-dydaktycznej, za działalność organizacyjną i społeczną, został odznaczony Krzyżem Kawalerskim Orderu Odrodzenia Polski, a w 2022 Krzyżem Oficerskim. Wyróżniony też m.in. medalem Memoria iustorum (2008) i Medalem Prezydenta Miasta Lublina (2 listopada 2009). W 2018 otrzymał Odznakę Honorowa Primus in Agendo. W 2023 otrzymał złotą odznakę „Za zasługi dla więziennictwa”, Złoty Medal za Zasługi dla Obronności Kraju oraz Złoty Medal „Zasłużony dla Nauki Polskiej Sapientia et Veritas”. Laureat Nagrody im. Księdza Idziego Radziszewskiego za rok 2023.